# Angelica cyclocarpa
Angelica cyclocarpa là một loài thực vật có hoa trong họ Hoa tán. Loài này được (C.Norman) M.Hiroe mô tả khoa học đầu tiên năm 1979.